# 데메트리오스 1세 아니케토스
데메트리오스 1세(고대 그리스어: ΔΗΜΗΤΡΙΟΣ)는 그리스-박트리아 왕(재위 c. 200–180 BCE)이며 인도의 정복자였다. 
그는 에우튀데모스 1세의 왕자로 기원전 200년 그리스-박트리아 왕국의 왕위를 계승하였다.
기원전 183년 박트리아의 데메트리오스 1세는 간다라, 펀자브와 인더스 계곡을 정복하였다. 그는 새 도읍을 탁실라의 강 반대편인 시르캅에 세웠다. 이 그리스-박트리아 지배 시에 여러 왕조가 그 도시를 수도로 하여 지배하였다. 도시는 여러 교역 길드에 의해 독립적으로 조정되고 스스로 이득을 얻었다. 도시는 또 도시의 주화를 주조하였다.
그는 현재의 동이란과 파키스탄을 정복하였고 그리하여 인도-그리스 왕국을 만들어 냈다.
그는 불패의 신화를 창조하였고 그의 후계자 아가토클레스의 주화에 무적이라는 뜻의 아니케토스라는 시호를 얻었다. 데메트리오스는 여러 하부 왕을 임명하여 여러 나라로 나누어 다스렸다. 

## 같이 보기
- 그리스-박트리아 왕국
- 셀레우코스 제국
- 그리스 불교
- 인도-스키타이
- 인도-파르티아 왕국
- 쿠샨 제국